# Campasso - Grotta Sgarbu Du Ventu
Campasso - Grotta Sgarbu Du Ventu è un sito di interesse comunitario della Regione Liguria istituito con Decreto Ministeriale 25 marzo 2005, ai sensi della Direttiva 92/43/CEE (Direttiva Habitat).
Comprende un'area di 105 ettari nel territorio del comune di Pieve di Teco, in Provincia di Imperia.

## Caratteristiche
Il sito si trova tra il Monte Guardiabella e il Colle San Bartolomeo, in provincia di Imperia. Le grotte sottostanti hanno uno sviluppo di almeno 3 km e ospitano una interessante fauna troglobia, che comprende specie quali l'anfibio Speleomantes strinatii (geotritone), chirotteri appartenenti al genere Rhinolophus e coleotteri come Carabus solieri ssp. liguranus e Duvalius gentilei.